# ЭсЭфАй
«ЭсЭфАй» (SFI) — российский инвестиционный холдинг, принадлежащий семье Гуцериевых. Главный офис — в городе Москве по адресу: Большой Овчинниковский переулок, дом 16, этаж 4, помещение 424.
Портфель активов холдинга «ЭсЭфАй» состоит из российских компаний в сегментах лизинга и страхового дела, кроме того, он владеет миноритарными долями розничных компаний.
Акции «ЭсЭфАй» торгуются на Московской бирже — у этих ценных бумаг первый уровень листинга. Капитализация компании на конец первого полугодия 2022 года составляла 65,5 млрд руб..
На начало 2022 года холдингу через его дочерние оффшорные структуры принадлежало 55,8 % своих акций. Три компании бизнесмена Саида Гуцериева владели 30,4 % в холдинге. Free-float SFI находился на уровне 10,8 %.

## История

### Основание
Холдинг был основан в 2016 году в результате присоединения к лизинговой компании «Европлан», имевшей листинг на Московской бирже, небанковских финансовых активов семьи Гуцериевых: негосударственного пенсионного фонда «Сафмар» и 49 % страховой компании ВСК. Единоличным исполнительным органом образованного холдинга стала финансовая группа (ФГ) «Сафмар», генеральным директором которой являлся Авет Миракян.
В августе 2017 года «Европлан» был переименован в «Сафмар финансовые инвестиции», что завершило процесс формирования небанковского финансового холдинга. Первым генеральным директором холдинга стал Авет Миракян. Председателем совета директоров с июня 2017 года является Олег Вьюгин.

### Небанковский финансовый холдинг
Весной 2018 года «Сафмар финансовые инвестиции» приобрел у членов семьи Гуцериевых и иных акционеров НПФ «Доверие». В ноябре 2018 года холдинг за 300 млн руб. купил 75 % кредитного брокера (работает в сегменте ПОС-кредитования) «Директ кредит», а в декабре в результате акционирования НПФ «Моспромстрой-Фонд» стал его 100-процентным владельцем.
В конце 2018 года «Сафмар финансовые инвестиции» начал реализовывать программу обратного выкупа своих акций, на которую был готов потратить 6 млрд руб.. Кроме того, на рубеже 2018—2019 годов мажоритарный пакет в холдинге перешел от Михаила Гуцериева его сыну, Саиду. В марте 2019 года НПФ «Доверие» был присоединен к фонду «Сафмар», в результате объем пенсионных накоплений и резервов объединенного НПФ составил 287,8 млрд руб. Кроме того, за 2019 год холдинг увеличил свою долю в «Директ кредит» на 6,25 процентных пунтов (п. п.), до 81,25 %.
В конце 2019 года для продолжения программы buyback холдинг открыл в ВТБ кредитную линию на 21 млрд руб. (в июле 2020 расширена до 25 млрд руб.). В результате, рамках программы обратного выкупа акций оператор программы, кипрский офшор Weridge Investments Limited, принадлежащий холдингу, за 2020-й консолидировал вместе с дочерними компаниями холдинга более 50 % акций «Сафмар финансовые инвестиции».

### Диверсифицированный холдинг
В 2020 году «Сафмар финансовые инвестиции» увеличил свою долю в «Директ кредит» еще на 6,25 п. п., до 87,5 %, а в конце года он приобрел у своего бенефициара Саида Гуцериева 10 % акций «М.Видео» за порядка 9 млрд руб., впервые став владельцем нефинансвого актива. Весной 2021 года приобретения нефинансовых активов продолжились: в апреле холдинг купил 7,8 % в нефтяной компании «Русснефть» (принадлежит семье Гуцериевых) за порядка 3,9 млрд руб.. Впоследствии в 2021 году доли холдинга в «М.Видео» и «Русснефти» были увеличены до 10,4 % и 11,2 % соотвественно, в «Директ кредит» он в первой половие года стал владельцем 100 % компании. Кроме того, весной «Сафмар финансовые инвестиции» приобрел у инвестиционного фонда Larnabel Ventures (принадлежит семье Гуцериевых) 51 % сервиса облачного гейминга GFN.RU.
Еще в 2020 году «Сафмар финансовые инвестиции» начал искать покупателей на принадлежащий ему НПФ «Сафмар». В апреле 2021 года инвестиционная компания «Ленинградское адажио» — структура группы компаний «Регион» — закрыла сделку по приобретению у холдинга НПФ «Сафмар», в рамках которой новый владелец принял на себя обязательство переименовать фонд (в мае НПФ получил название «Достойное будущее») и которая предполагала диапазон цены 20-24 млрд рублей.
В начале сентября холдинг «Сафмар финансовые инвестиции» был переименован в «ЭсЭфАй» (SFI), что сам холдинг объяснял, в частности, «переходом от вложений только в активы финансового сектора к модели публичного диверсифицированного инвестиционного холдинга». Также в этом месяце «ЭсЭфАй» продал инвестиционной группе «Русские фонды» другой свой пенсионный актив, НПФ «Моспромстрой-Фонд», за который выручил 380 млн руб.. В третьем квартале «ЭсЭфАй» продал кредитного брокера «Директ кредит центр» за 1,3 млрд руб.. Кроме того, в начале 2022 году «Ростелеком» купил у холдинга 26 % в GFN.ru.
В первой половине 2021 года «Сафмар финансовые инвестиции» начал подготовку к IPO своей лизинговой компании «Европлан». Однако в конце года первичное размещение было перенесено на вторую половину 2022 года. В итоге IPO было проведено в марте 2024 года.
В октябре 2023 года сервис облачного гейминга GFN.ru был закрыт.
К июлю 2024 года «ЭсЭфАй» полностью избавился от своего пакета акций «Русснефти», часть акций стала казначейскими и квазиказначейскими.

### Санкции
В июне 2021 года ЕС ввел санкции против Михаила Гуцериева из-за ситуации в Белоруссии: из-за «серьезных нарушений прав человека» и «репрессий» в отношении граждан со стороны властей это страны (в августе к санкциям присоединилась Великобритания). Санкции были введены после подавления протестов Белоруссии и инцидента с посадкой Boeing 737 в Минске. Однако санкции, которые были введены против Михаила Гуцериева, не затронули деятельности «Сафмар финансовые инвестиции», сам же бизнесмен покинул совет директоров холдинга.
Однако 29 июня 2022 года под санкции Великобритании попал и Саид Гуцериев, бенефициар «ЭсЭфАй». Финансовый сектор имеет стратегическое значение для правительства России, говорилось в документах британского правительства. Соответственно все бизнесмены, владеющие такими активами, попадают в поле зрения властей, опеределяющих содержание санкционных списков. В тот же день «ЭсЭфАй» сообщил, что Саид Гуцериев принял решение продать принадлежащий ему пакет акций. Кроме того, бизнесмен направил в SFI и его дочерние структуры заявление о выходе из состава совета директоров этих компаний.
В середине июля покинул компанию гендиректор холдинга Авет Миракян. Вместе с ним ушли еще ряд топ-менеджеров SFI. Возглавил «ЭсЭфАй» Игорь Сидоров, ранее руководивший рядом компаний в сфере инвестиций и управления недвижимостью и занимавшийся предпринимательской деятельностью в России и за рубежом.

### Рейтинговые оценки
- Рейтинговое агентство АКРА присвоило в 2021 году ПАО «ЭсЭфАй» рейтинговую оценку A(RU) со стабильным прогнозом. Рейтинг ежегодно подтверждался, в 2024 году был повышен до A+(RU), в 2025 - до АА-(RU) [50].
- Рейтинговое агентство «Эксперт РА» присвоило в 2023 году ПАО «ЭсЭфАй» рейтинговую оценку ruA+ со стабильным прогнозом, в 2024 году рейтинг был подтверждён[51].